# Margaretamys parvus
Margaretamys parvus är en däggdjursart som beskrevs av Guy G. Musser 1981. Margaretamys parvus ingår i släktet Margaretamys och familjen råttdjur. IUCN kategoriserar arten globalt som otillräckligt studerad. Inga underarter finns listade i Catalogue of Life.
Vuxna exemplar är 9,6 till 11,4 cm långa (huvud och bål), har en 15,4 till 18,4 cm lång svans och väger 23 till 40 g. Bakfötterna är 2,3 till 2,6 cm långa och öronen är 1,9 till 2,1 cm stora. Margaretamys parvus är så lika stor som Margaretamys christinae och mindre än de två andra arterna i samma släkte. Den korta och mjuka pälsen har på ovansidan en rödbrun färg. Påfallande är svarta mönster i ansiktet som liknar en ansiktsmask. Undersidans päls har en mörkgrå till vit färg. Hos några exemplar förekommer inslag av brun på buken. Färgen av öronen och svansen är mörkbrun. Långa hår vid svansens spets bildar en tofs. Antalet spenar hos honor är tre par.
Denna gnagare är bara känd från en bergstrakt på centrala Sulawesi. Kanske har den en större utbredning på ön. Individer hittades mellan 1800 och 2250 meter över havet. Habitatet utgörs av fuktiga tropiska bergsskogar.
Margaretamys parvus går på marken och klättrar i träd. Födan utgörs av fikon och andra frukter som kan komma från palmer. Dessutom äter arten insekter som nattfjärilar och syrsor. Per kull föds en eller två ungar.